# G7-Gipfel in Fasano 2024
Der G7-Gipfel in Fasano war ein Treffen der Gruppe der Sieben in Italien. Der 50. G7-Gipfel fand vom 13. bis zum 15. Juni 2024 im Luxushotel Borgo Egnazia in Fasano statt. Da Italien am 1. Januar 2024 die G7-Präsidentschaft bis Ende 2024 übernommen hatte, leitete die italienische Ministerpräsidentin Giorgia Meloni die Konferenz.

## Agenda

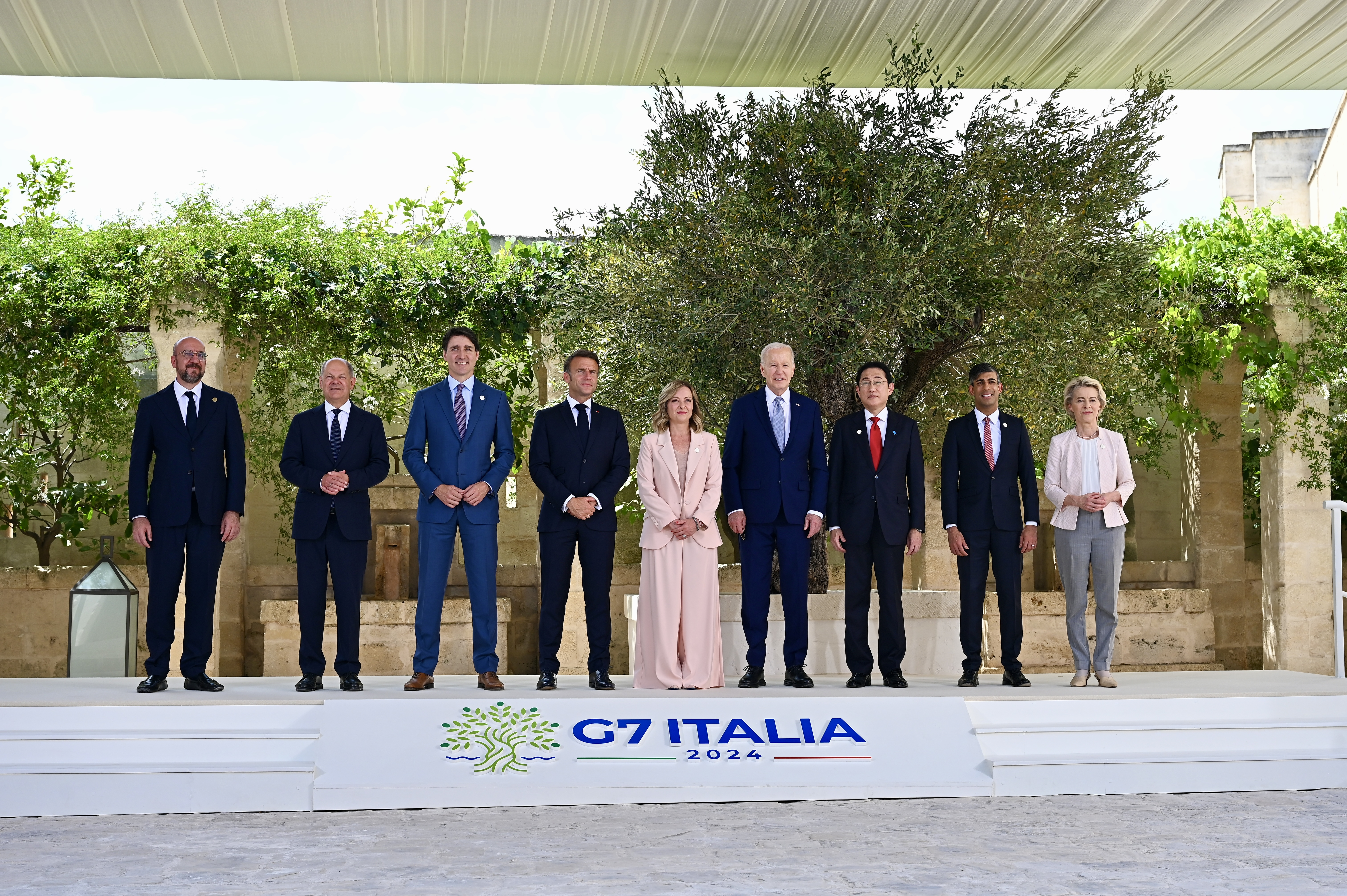
Gruppenfoto

Folgende Themen standen auf der Tagesordnung:
Donnerstag, 13. Juni 2024:
- Afrika, Klimawandel und Entwicklung
- Naher Osten
- Ukraine

Freitag, 14. Juni 2024
- Migration
- Indopazifik und wirtschaftliche Sicherheit
- Künstliche Intelligenz, Energie, Afrika/Mittelmeerraum

## Beschlüsse
Die G7-Gruppe beschloss unter anderem, der Ukraine langfristig 50 Milliarden US-Dollar (etwa 47 Milliarden Euro)  aus den Zinsen bereitzustellen, die sich aus den in den G7-Staaten liegenden eingefrorenen russischen Staatsvermögen ergeben. In westlichen Ländern wurden nach dem russischen Angriff auf die Ukraine nach Angaben der Bundesregierung der Vereinigten Staaten rund 280 Milliarden US-Dollar (rund 260 Milliarden Euro) an russischen Zentralbankgeldern eingefroren.